# Jean-Claude Galey
Pour les articles homonymes, voir Galey (homonymie).
Jean-Claude Galey, né en 1946, est un ancien anthropologue et ethnologue indianiste français. Il est directeur d'études honoraire à l'EHESS, rattaché au Centre d'études de l'Inde et de l'Asie du Sud (CEIAS) et ancien professeur au Department of Social Anthropology de l'université d'Oslo. Parallèlement, il a été éditeur de la revue Social Anthropology aux Cambridge University Press. Ses travaux furent publiés en français et ont été traduits en anglais.

## Formation
Jean-Claude Galey est diplômé d'un Master en Psychologie Sociale de l'Université Paris Sorbonne. Il a ensuite soutenu une thèse de doctorat en Anthropologie (1973 à l'Université Paris Nanterre sous la direction de Louis Dumont. Influencées par les travaux de Louis Dumont, sa thèse de doctorat porte sur les nouvelles formes d'identité dans le sous-continent indien et est fondée sur une enquête de quelques mois dans un ancien Etat indien (le Tehri-Garhwal, Uttar Pradesh) 

## Travaux
Les principaux intérêts de recherche de Jean-Claude Galey sont les castes, la royauté, les mouvements sociaux-politiques et religieux, les cérémonies religieuses, la morphologie sociale, mais aussi les théories de l'anthropologie et l'ethnohistoire. Après un premier terrain dans le Terhi-Garhwal il effectue de courts séjours dans le Karnataka, le Madhya Pradesh et le Gujerat principalement dans les années 1970 et 1980. Son approche comparative et historique s'appuie sur le résultat de ces enquêtes où il a accordé un intérêt particulier au rôle joué par le lien de créancier à débiteur.
Il a été membre de comité de rédaction du Dictionnaire de l'ethnologie et de l'anthropologie de Michel Izard et Pierre Bonte

## Publications principales
- (éd.), Différences, valeurs, hiérarchie. Textes offerts à Louis Dumont, réunis par Jean-Claude Galey, Paris, Éditions de l'École des hautes études en sciences sociales, 1984.
- (éd.), L'Espace du temple, études réunies par Jean-Claude Galey, Paris, Éditions de l'École des hautes études en sciences sociales, 1985-1986. 2 vol.
  - Espaces, itinéraires, médiations, (L'Espace du temple ; 1), études réunies par Jean-Claude Galey, Paris, Éditions de l'École des hautes études en sciences sociales, 1985.
  - Les Sanctuaires dans le royaume, (L'Espace du temple ; 2), études réunies par Jean-Claude Galey, Paris, Éditions de l'École des hautes études en sciences sociales, 1986.
- (éd.), Kingship and the Kings, History and Anthropology, vol.4, Switzerland, Harwood Academic Publishers, 1990.  (ISBN 3718650665)

- Plusieurs de ses contributions paraissent dans Social Anthropology.